# Elite Model
Elite Model is een modellenbureau dat in 1972 werd opgericht door Gérald Marie, Alain Kittler en John Casablancas. Tegenwoordig is Elite een van de grootste modellenbureaus in de wereld, met ongeveer 750 modellen in 40 landen. Het bureau kent veel bekende namen: Cindy Crawford, Gisele Bündchen, Frederique van der Wal, Tyra Banks, Heidi Klum, Linda Evangelista, Naomi Campbell en Karen Mulder zijn ontdekt door dit modellenbureau. Elite heeft 25 vestigingen overal in de wereld. Er is ook een vestiging in Amsterdam. Deze staat onder leiding van Sven Gruber.
Elk jaar organiseert Elite de Elite Model Look, een evenement waaraan wereldwijd 350.000 meiden meedoen. Door middel van deze wedstrijd vindt het modellenbureau jaarlijks nieuwe topmodellen.

## Modellen onder contract bij Elite Model
| - Iman Abdulmajid - Carol Alt - Summer Altice - Alessandra Ambrosio - Mini Anden - May Andersen - Jules Asner - Emma B - Tyra Banks - Ana Beatriz Barros - Monica Bellucci - Elsa Benitez - Leslie Bibb - Mariacarla Boscono - Gisele Bündchen - Aimee Cain - Naomi Campbell - Chrissie Carnell - Cindy Crawford - Emina Cunmulaj - Kim Delaney - Cameron Diaz - Debbie Dickinson - Janice Dickinson - Kirsten Dunst - Shiina Eihi - Karen Elson | - CariDee English - Tami Erin - Linda Evangelista - Terry Farrell - Isabeli Fontana - Samantha Francis - Jaslene Gonzalez - Tricia Helfer - Famke Janssen - Karlie Kloss - Heidi Klum - Noémie Lenoir - Nicole Lenz - Blake Lewis - Adriana Lima - Nicole Linkletter - Kristanna Loken - Andie MacDowell - Ann Markley - Catherine McCord - Josie Maran - Marisa Miller - Davide Militello - Karen Mulder - Raica Oliveira - Oluchi Onweagba - Sofie Oosterwaal | - Tatjana Patitz - Paulina Porizkova - Jordan Rand - Ujjwala Raut - Maggie Rizer - Claudia Schiffer - Joan Severance - Jordin Sparks - Shannon Stewart - Sarah Vonderhaar - Stephanie Seymour - Ingrid Seynhaeve - Emma Sjöberg - Kim Stolz - Mollie Sue Steenis-Gondi - Uma Thurman - Yfke Sturm - Alina Vacariu - Frederique van der Wal - Maud Welzen - Daria Werbowy - Deanna Wright - Margot Dijksra - Melody Slofstra - Luna van Dijk - Mark Hoogeveen - Robin Hölzken - Rania Benchegra |